# Associação em Defesa do Rio Paraná, Afluentes e Mata Ciliar
A Associação em Defesa do Rio Paraná, Afluentes e Mata Ciliar ou Apoena foi a primeira organização não-governamental (ONG) do Oeste Paulista a desenvolver trabalhos importantes em prol da conservação do meio ambiente. O nome Apoena da associação foi emprestado dos antigos moradores da região, os índios tupi-guarani, e significa “recuperar”, “reconstruir”, “refazer”, “ver na frente”. Foi fundada em 1988 em uma campanha para limitar os impactos da usina hidrelétrica de Porto Primavera. Teve importantes contribuições na criação dos parques estaduais Morro do Diabo, Peixe e Aguapeí, Estação Ecológica Mico-Leão-Preto e RPPN Foz do Aguapeí.

## Sobre
Em dezembro de 2015, a Apoena participa da COP 21, em Paris, onde assina o Protocolo Climático do Estado de São Paulo, como instituição que contribui para a redução de gases de efeito estufa.
A Apoena inaugurou em 04 de junho de 2021 o seu viveiro de produção de mudas nativas. O Viveiro tem capacidade para 500 mil mudas anuais e as mudas seram destinadas para plantio próprio e/ou atender o mercado da restauração florestal na Mata Atlântica de Interior, na região.
Em 2020 a entidade recebeu o Prêmio Muriqui, um dos principais reconhecimentos a projetos ambientalistas no Brasil.